# Cleckheaton
Cleckheaton ist eine Kleinstadt im Metropolitan Borough Kirklees der englischen Grafschaft West Yorkshire. Sie hatte 2001 gemäß Volkszählung insgesamt 14.937 Einwohner.

## Geschichte

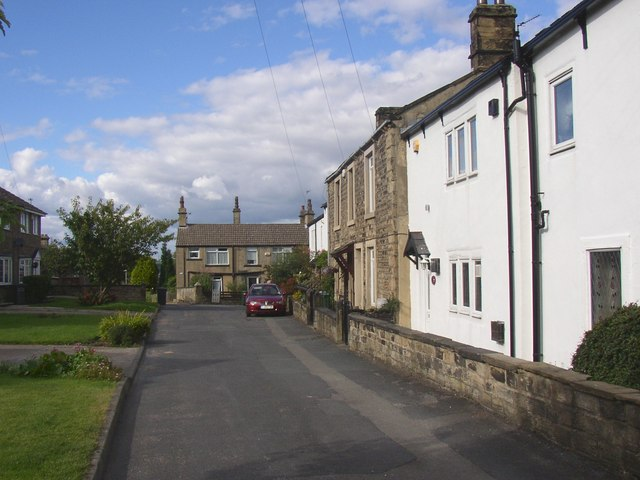
Liversedge

Ursprünglich zu Birstall wurde der Ort bereits im 14. Jahrhundert durch Textilverarbeitung recht wohlhabend. Zu Beginn der Industriellen Revolution ließ die gute Kohlequalität im Norden bis 1838 elf Kardierfabriken entstehen.
Ab 1915 führte die Eingemeindung von Liversedge (Domesday Book: Livresec) und Gomersal zusammen in den dann Spenborough genannten Distrikt, der ab 1974 an den Metropolitan Borough Kirklees überging.
Noch heute werden Cleckheaton und das südlich Richtung Mirfield gelegene Liversedge, das postalisch Wakefield zugeordnet ist, administrativ zusammengefasst.

## Geografie
Cleckheaton befindet sich etwa fünf Kilometer südlich von Bradford. Durch die Stadt führt die A-Straße A638, die im Norden in einem Kreisverkehr auf den M62 sowie auf den M606 trifft.

## Persönlichkeiten
- Nancy Tyson Burbidge (1912–1977), Botanikerin, Museumskuratorin und Naturschützerin
- Roger Hargreaves (1935–1988), Kinderbuchautor
- Ken Mackintosh (1919–2005), Jazz- und Unterhaltungsmusiker
- Ernest Sheppard Pinfold (1888–1969), Geologe
- Edward Wadsworth (1889–1949), Maler